# Трудовой (Ставропольский край)
Трудово́й — посёлок в Курском районе (муниципальном округе) Ставропольского края России.

## География
В 30 км к юго-западу от села Степного.
Расстояние до краевого центра: 233 км.
Расстояние до районного центра: 25 км.

## История
Хутор Тускаев основан в 1837 году.
В соответствии с Указом Президиума Верховного Совета РСФСР от 21 сентября 1964 года посёлок Третье отделение совхоза «Балтрабочий» переименован в посёлок Трудовой.
До 16 марта 2020 года посёлок входил в состав сельского поселения Балтийский сельсовет.

## Население
| 1989 | 2002 | 2010 | 2021 |
| ---- | ---- | ---- | ---- |
| 185  | ↘152 | ↗165 | ↘155 |

По данным переписи 2002 года в национальной структуре населения преобладают русские (89 %).